# Arena Cugir
Arena Cugir este un stadion polivalent din Cugir, județul Alba.
În prezent este folosit mai ales pentru meciuri de fotbal, este terenul gazdei CSO Cugir și are o capacitate de 4.000 de persoane (1.200 pe locuri). Stadionul a fost deschis în anii 1930 și a fost cunoscut drept Stadionul Metalurgistul, apoi Arena CSO până la ultimele lucrări de renovare, când stadionul a fost serios modernizat și redenumit Arena Cugir.
La Cugir, în perioada perioada comunistă a fost construit un alt stadion, cunoscut și sub denumirea de Stadionul Metalurgistul, dar mai ales Stadionul Nou sau Stadionul Parc. Stadionul are o capacitate de 12.000 de persoane și este în proprietatea Uzinei Mecanice Cugir, dar în ultimii ani a fost abandonat din cauza costurilor mari de întreținere și a dotărilor sale, care nu erau în concordanță cu nevoile cluburilor sportive locale, fiind prea mari, învechite și dificile. a moderniza.